# Dietmar Schulz (Maueropfer)
Dietmar Schulz (* 21. Oktober 1939; † 25. November 1963 in Berlin) war ein Todesopfer an der Berliner Mauer. Er wurde bei dem Versuch, die Mauer zwischen den Stadtteilen Pankow und Wedding zu überwinden, im Grenzgebiet von einer S-Bahn erfasst und tödlich verletzt. 

## Leben

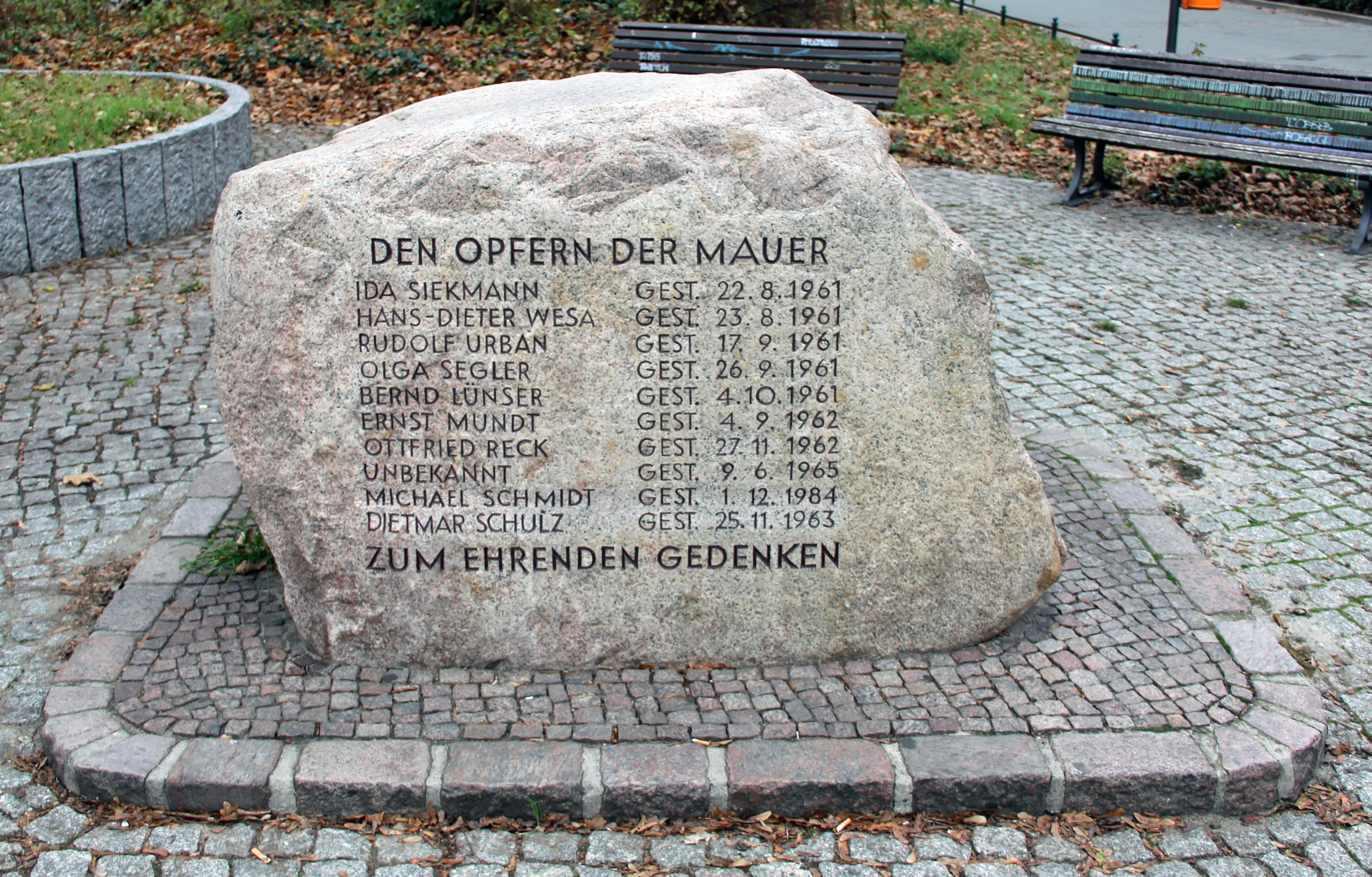
Gedenkstein, Bernauer Straße 69, in Berlin-Gesundbrunnen

Dietmar Schulz lebte mit seiner Verlobten im Ost-Berliner Bezirk Pankow unweit der Sektorengrenze zu West-Berlin. Am Abend des 25. November 1963 verließ er alkoholisiert die Wohnung in der Gaillardstraße, um über die Grenzanlagen nach Wedding zu fliehen. Bereits Monate zuvor hatte er entsprechende Fluchtgedanken geäußert. Wie später ermittelt wurde, gelangte er über ein Gartengrundstück auf den Bahndamm der S-Bahn-Strecke zwischen den Bahnhöfen Pankow und Schönhauser Allee. Diese Strecke führte auf einem Teilstück nahe der Bösebrücke direkt durch das Grenzgebiet. Dietmar Schulz musste eine der Hinterlandssicherungsmauern des in diesem Bereich weitläufigen Geländes bereits unbemerkt überwunden haben, als er gegen 21.20 Uhr ungefähr 40 Meter südlich der Maximilianstraße auf dem Gleiskörper mit stark blutenden Kopfverletzungen gefunden wurde. Nach dem Transport in das Volkspolizei-Krankenhaus erlag er dort wenig später seinen Verletzungen. Die Behörden der DDR klassifizierten den Vorfall als Unfall mit Todesfolge und übertrugen die weiteren Ermittlungen der Transportpolizei. 
Die Verlobte von Dietmar Schulz nahm nach dessen Beerdigung Kontakt zu einem West-Deutschen auf, der die westlichen Behörden über den Vorfall unterrichtete. Daraufhin leitete die Zentrale Erfassungsstelle der Landesjustizverwaltungen in Salzgitter im April 1964 Ermittlungen ein. Nach der Wiedervereinigung ergaben Ermittlungen der Staatsanwaltschaft Berlin 1991, dass sich der Verdacht gegen die bewaffneten Organe der DDR nicht erhärten ließe. 
Sein Name befindet sich auf dem Gedenkstein für die Opfer der Berliner Mauer an der Swinemünder Straße Ecke Bernauer Straße. Auch am Mahnmal Fenster des Gedenkens der Gedenkstätte Berliner Mauer wird an ihn erinnert, in einem der Fenster befindet sich ein Bild von ihm.